# 목일신
목일신(睦一信, 1913년 1월 18일~1986년 10월 12일)은 대한민국의 아동문학가이자 시인이다. 본관은 사천이며 독립운동가 목치숙의 아들이다. 누가 누가 잠자나, 자전거를 작사하였다.

## 경력
- 1978~1986년 한국음악저작권협회 이사장
- 1978~1986년 한국아동문학가협회 부회장